# Liste der Premierminister von British Columbia

Flagge von British Columbia

Diese Liste führt die Premierminister (engl. premier) der kanadischen Provinz British Columbia auf. British Columbia besitzt ein Einkammernparlament mit einer auf dem Westminster-System basierenden parlamentarischen Regierung. Dabei ist der Premierminister zugleich Vorsitzender jener Partei, die in der Legislativversammlung die meisten Sitze hält. Der Premierminister tritt als Regierungschef auf, während das Staatsoberhaupt, der kanadische Monarch, durch einen Vizegouverneur (lieutenant governor) vertreten wird. Außerdem stellt der Premierminister aus den Reihen der gewählten Abgeordneten die als Exekutivrat bezeichnete Regierung zusammen und steht dieser vor. Vor 1903 gab es keine Parteien.

## Premierminister von British Columbia
| Premierminister (Partei) | Premierminister (Partei) | Premierminister (Partei)                        | Amtszeit                                           | Wahlen |
| ------------------------ | ------------------------ | ----------------------------------------------- | -------------------------------------------------- | --- |
|                          | 1.                       | John Foster McCreight (parteilos)               | 13. November 1871 − 23. Dezember 1872              | Ernennung 13. Nov. 1871 Wahl Okt.–Dez. 1871 Rücktritt 23. Dez. 1872 |
|                          | 2.                       | Amor De Cosmos (parteilos)                      | 23. Dezember 1872 − 11. Februar 1874               | Ernennung 23. Dez. 1872 Rücktritt 11. Feb. 1874 |
|                          | 3.                       | George Anthony Walkem (parteilos) (1. Amtszeit) | 11. Februar 1874 − 1. Februar 1876                 | Ernennung 11. Feb. 1874 Wiederwahl 1875 Rücktritt 1. Feb. 1876 |
|                          | 4.                       | Andrew Charles Elliott (parteilos)              | 1. Februar 1876 − 25. Juni 1878                    | Ernennung 1. Feb. 1876 |
|                          | -                        | George Anthony Walkem (parteilos) (2. Amtszeit) | 25. Juni 1878 − 13. Juni 1882                      | Wahl 1878 |
|                          | 5.                       | Robert Beaven (parteilos)                       | 13. Juni 1882 − 29. Januar 1883                    | Wahl 1882 Rücktritt 29. Jan. 1883 (Misstrauensvotum) |
|                          | 6.                       | William Smithe (parteilos)                      | 29. Januar 1883 − 29. März 1887 Im Amt verstorben  | Ernennung 29. Jan. 1883 Wiederwahl 1886 |
|                          | 7.                       | Alexander Edmund Batson Davie (parteilos)       | 29. März 1887 − 1. August 1889 Im Amt verstorben   | Ernennung 29. März 1887 |
|                          | 8.                       | John Robson (parteilos)                         | 2. August 1889 − 29. Juni 1892 Im Amt verstorben   | Ernennung 2. Aug. 1889 Wiederwahl 1890 |
|                          | 9.                       | Theodore Davie (parteilos)                      | 2. Juli 1892 − 4. März 1895                        | Ernennung 2. Juli 1892 Wiederwahl 1894 Rücktritt 4. März 1895 (Ernennung zum Richter) |
|                          | 10.                      | John Herbert Turner (parteilos)                 | 4. März 1895 − 15. August 1898                     | Ernennung 4. März 1895 |
|                          | 11.                      | Charles Augustus Semlin (parteilos)             | 15. August 1898 − 28. Februar 1900                 | Wahl 1899 Rücktritt 28. Feb. 1900 |
|                          | 12.                      | Joseph Martin (parteilos)                       | 28. Februar 1900 − 15. Juni 1900                   | Ernennung 28. Feb. 1900 |
|                          | 13.                      | James Dunsmuir (parteilos)                      | 15. Juni 1900 − 21. November 1902                  | Wahl 9. Juni 1900 |
|                          | 14.                      | Edward Gawler Prior (parteilos)                 | 21. November 1902 − 1. Juni 1903                   | Ernennung 21. Nov. 1902 Rücktritt 1. Juni 1903 (Skandal) |
|                          | 15.                      | Richard McBride (Conservative Party)            | 1. Juni 1903 − 15. Dezember 1915                   | Ernennung 1. Juni 1903 Wiederwahl 3. Okt. 1903 Wiederwahl 2. Feb. 1907 Wiederwahl 25. Nov. 1909 Wiederwahl 28. März 1912 Rücktritt 15. Dez. 1915                                               |
|                          | 16.                      | William John Bowser (Conservative Party)        | 15. Dezember 1915 − 23. November 1916              | Ernennung 15. Dez. 1915 |
|                          | 17.                      | Harlan Carey Brewster (Liberal Party)           | 23. November 1916 − 1. März 1918 Im Amt verstorben | Wahl 14. Sep. 1916 |
|                          | 18.                      | John Oliver (Liberal Party)                     | 6. März 1918 − 17. August 1927 Im Amt verstorben   | Ernennung 6. März 1918 Wiederwahl 1. Dez. 1920 Wiederwahl 20. Juni 1924 (Minderheitsregierung)                                                                                                 |
|                          | 19.                      | John Duncan MacLean (Liberal Party)             | 20. August 1927 − 21. August 1928                  | Ernennung 20. Aug. 1927 |
|                          | 20.                      | Simon Fraser Tolmie (Conservative Party)        | 21. August 1928 − 15. November 1933                | Wahl 18. Juli 1928 |
|                          | 21.                      | Thomas Dufferin Pattullo (Liberal Party)        | 15. November 1933 − 9. Dezember 1941               | Wahl 2. Nov. 1933 Wiederwahl 1. Juni 1937 Wiederwahl 21. Okt. 1941 (Minderheitsregierung) Rücktritt 9. Dez. 1941                                                                               |
|                          | 22.                      | John Hart (Liberal Party)                       | 9. Dezember 1941 − 29. Dezember 1947               | Wahl 9. Dez. 1941 (Koalitionsregierung) Wiederwahl 25. Okt. 1945 (Koalitionsregierung) Rücktritt 29. Dez. 1947 (Pensionierung)                                                                 |
|                          | 23.                      | Byron Ingemar Johnson (Liberal Party)           | 29. Dezember 1947 − 1. August 1952                 | Ernennung 29. Dez. 1947 (Koalitionsregierung) Wiederwahl 15. Juni 1949 (Koalitionsregierung)                                                                                                   |
|                          | 24.                      | W. A. C. Bennett (Social Credit Party)          | 1. August 1952 − 15. September 1972                | Wahl 12. Juni 1952 (Minderheitsregierung) Wiederwahl 9. Juni 1953 Wiederwahl 19. Sep. 1956 Wiederwahl 12. Sep. 1960 Wiederwahl 30. Sep. 1963 Wiederwahl 12. Sep. 1966 Wiederwahl 27. Aug. 1969 |
|                          | 25.                      | David Barrett (New Democratic Party)            | 15. September 1972 − 22. Dezember 1975             | Wahl 30. Aug. 1972 |
|                          | 26.                      | Bill Bennett (Social Credit Party)              | 22. Dezember 1975 − 6. August 1986                 | Wahl 11. Dez. 1975 Wiederwahl 10. Mai 1979 Wiederwahl 5. Mai 1983 Rücktritt 6. Aug. 1986 (Pensionierung)                                                                                       |
|                          | 27.                      | Bill Vander Zalm (Social Credit Party)          | 6. August 1986 − 2. April 1991                     | Ernennung 6. Aug. 1986 Wiederwahl 22. Okt. 1986 Rücktritt 2. April 1991 |
|                          | 28.                      | Rita Johnston (Social Credit Party)             | 2. April 1991 − 5. November 1991                   | Ernennung 2. April 1991 |
|                          | 29.                      | Michael Harcourt (New Democratic Party)         | 5. November 1991 − 22. Februar 1996                | Wahl 17. Okt. 1991 Rücktritt 22. Feb. 1996 |
|                          | 30.                      | Glen Clark (New Democratic Party)               | 22. Februar 1996 − 25. August 1999                 | Ernennung 22. Feb. 1996 Wiederwahl 28. Mai 1996 Rücktritt 25. Aug. 1996 |
|                          | 31.                      | Dan Miller (New Democratic Party)               | 25. August 1999 − 24. Februar 2000                 | Ernennung 25. Aug. 1999 Rücktritt 24. Feb. 2000 |
|                          | 32.                      | Ujjal Dosanjh (New Democratic Party)            | 24. Februar 2000 − 5. Juni 2001                    | Ernennung 24. Feb. 2000 |
|                          | 33.                      | Gordon Campbell (Liberal Party)                 | 5. Juni 2001 − 14. März 2011                       | Wahl 16. Mai 2001 Wiederwahl 17. Mai 2005 Wiederwahl 12. Mai 2009 |
|                          | 34.                      | Christy Clark (Liberal Party)                   | 14. März 2011− 18. Juli 2017                       | Ernennung 26. Februar 2011 Wiederwahl 14. Mai 2013 Wiederwahl 9. Mai 2017 (Minderheitsregierung) Misstrauensvotum 29. Juni 2017                                                                |
|                          | 35.                      | John Horgan (New Democratic Party)              | 18. Juli 2017− 18. November 2022                   | |
|                          | 35.                      | David Eby (New Democratic Party)                | 18. November 2022− amtierend                       | |